# マドリード条約 (1801年)
マドリード条約（マドリードじょうやく、英語: Treaty of Madrid）は1801年9月29日、ポルトガル王国の摂政王太子ジョアンとフランス統領政府代表の間で締結された条約。

## 内容
条約により、ポルトガルはバダホス条約を守るよう約束させられた。さらに、ポルトガルはフランスに2千万フランの賠償金を支払い、ポルトガル領ギアナの半分をフランスに割譲することを余儀なくされた。
これらの追加条項はナポレオン・ボナパルトが自軍をポルトガルに派遣した後に彼によって決定されたものである。